# Immortal?
Immortal? — четвертий студійний альбом англійської групи Arena, який був випущений у 2000 році.

## Композиції
1. Chosen - 6:21
2. Waiting for the Flood - 5:54
3. The Butterfly Man - 8:56
4. Ghost in the Firewall - 4:55
5. Climbing the Net - 4:40
6. Moviedrome - 19:46
7. Friday's Dream - 4:44

## Склад
- Клайв Нолан - клавіші
- Мік Пойнтер - барабани
- Роб Сауден - вокал
- Джон Мітчелл - гітара
- Іан Селмон - басс